# Ronnie Campbell

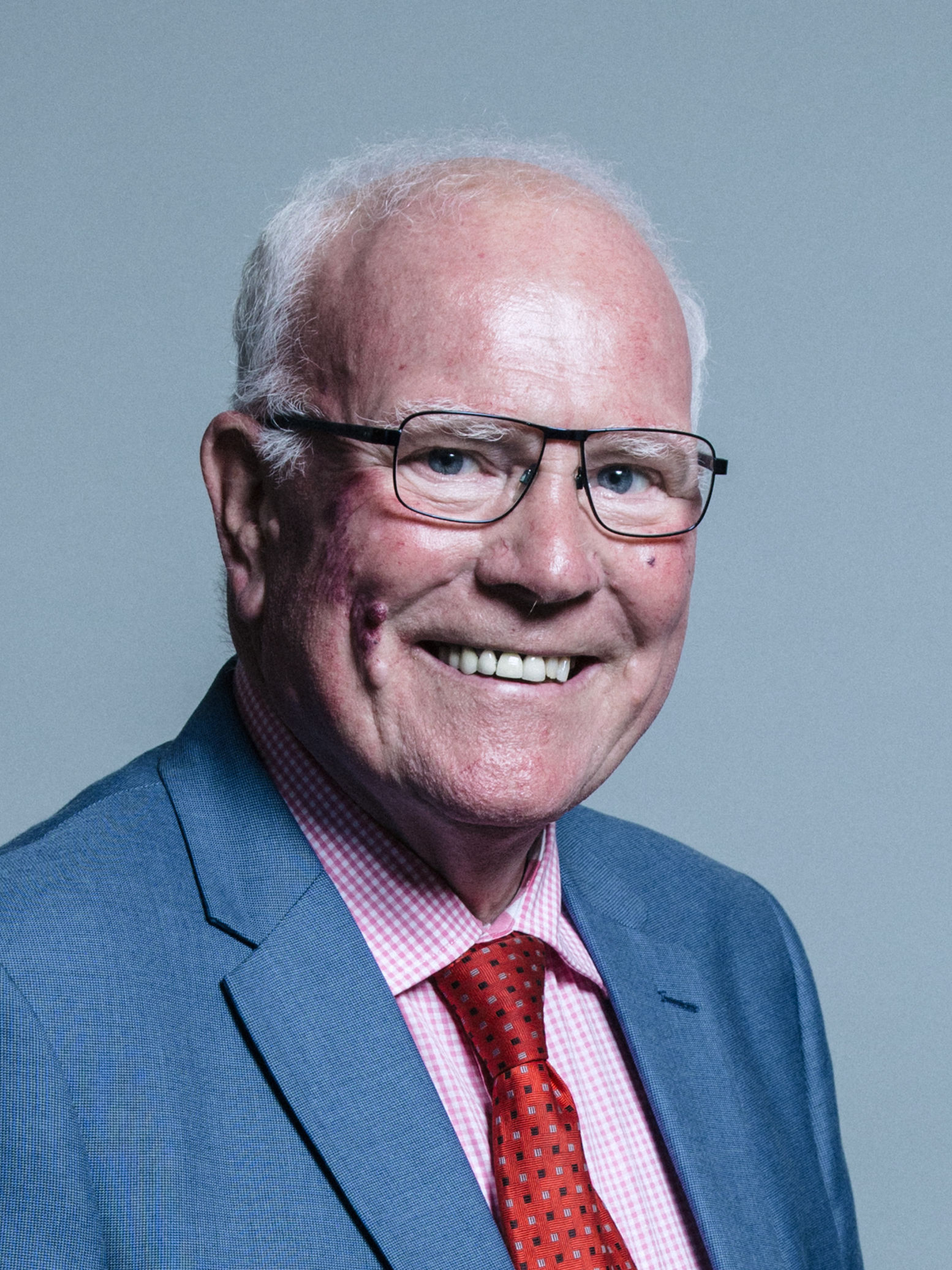
Ronnie Campbell (2017)

Ronnie Campbell (* 14. August 1943 in Tynemouth; † 23. Februar 2024) war ein britischer Politiker. Er gehörte der Labour Party an und vertrat im House of Commons von den britischen Unterhauswahlen 1987 bis ins Jahr 2019 den Wahlbezirk Blyth Valley der Grafschaft Northumberland.

## Biographie
Campbell hatte sieben Geschwister, wurde nach seiner Schulausbildung Bergmann und war Teilnehmer des britischen Bergarbeiterstreiks von 1984/1985. In dessen Zuge wurde er zweimal verhaftet. Darüber hinaus war er als führendes Mitglied der National Union of Mineworkers tätig. Seinen Halbbruder lernte Campbell erst im Erwachsenenalter kennen, da dieser zur Adoption freigegeben wurde.
Im Zuge des parlamentarischen Ausgabenskandals 2009 gab Campbell an, über 6.000 Pfund Sterling für die Möbel in seiner Londoner Wohnung zurückzahlen zu wollen. Im Zuge der Britischen Unterhauswahlen 2015 verkündete er nach diesen nicht erneut antreten zu wollen, änderte seine Meinung jedoch. Er stimmte gegen die Durchführung der Britischen Unterhauswahlen 2017.
Campbell galt als Sozialist und Unterstützer von Jeremy Corbyn. Er war Ed Miliband gegenüber negativ eingestellt und bezeichnete diesen als right-winger. Campbell war einer von 22 Labour-Abgeordneten, die 2013 gegen die Einführung der gleichgeschlechtlichen Ehe stimmten. Campbell befürwortet den EU-Austritt des Vereinigten Königreichs und äußerte dazu 2017 „I am a leaver, and I always have been. MPs are elected unlike the EU bureaucrats, and if people don’t like how MPs vote then they can get rid of us and that’s how it should work.“ („Ich bin ein Anhänger des Austritts und war es schon immer. Parlamentsabgeordnete werden gewählt – im Gegensatz zu den EU-Bürokraten, und wenn den Leuten nicht gefällt, wie Abgeordnete abstimmen, dann können sie uns loswerden. So sollte es auch sein.“)
Zur Britischen Unterhauswahl 2019 trat er nicht mehr an.